# 한문학
한문학(漢文學)은 한문(고전 중국어)으로 쓴 작품의 총칭 및 그것을 연구 대상으로 하는 학문을 말한다. 신해 혁명 이후의 백화 운동이나 간체의 도입 등을 통해 한문과 현대 중국의 문체에 차이가 발생하게 되었다. 한학(漢學)과 흔히 혼용되는데, 일반적으로 한학은 한문과 연관된 더 광범위한 학문을 통틀어 가리키는 말이다.